# Telenomus lopicida
Telenomus lopicida is een vliesvleugelig insect uit de familie van de Scelionidae. De wetenschappelijke naam van de soort is voor het eerst geldig gepubliceerd in 1932 door Silvestri.